# Ústřední muzeologický kabinet
Ústřední muzeologický kabinet (dříve Kabinet muzejní a vlastivědné práce) byl v letech 1955 až 1989 centrálním muzeologicko-metodickým pracovištěm zřízeným Ministerstvem kultury jako zvláštní oddělení Národního muzea v Praze. Sloužil jako prostředek prosazování ideologie komunistické kulturní politiky v oblasti muzejnictví. V roce 1990 se transformoval do instituce Muzejní informační a studijní služby, která byla zrušena v roce 1994.

## Vznik a profil kabinetu
Myšlenka zřídit muzeologické metodické pracoviště byla zrealizována návrhem schváleným vládní komisí pro muzejnictví v roce 1953 K 1. říjnu 1955 byla formálně zahájena jeho činnost jako zvláštního oddělení a od roku 1964 jako samostatného odboru Národního muzea v Praze. Jeho prvním ředitelem byl v roce 1956 jmenován Václav Pubal, referent Ministerstva kultury ČSR, který ve funkci působil do roku 1980. Vytvořil obecnou koncepci organizace a cílů Kabinetu. Měl nahradit funkci Svazu českých muzeí a v oblasti rozvoje teorie a praxe muzeologie vydávat směrnice a metodické pokyny pro vlastivědná muzea, dbát prostřednictvím kontrol na jejich dodržování, vzdělávat muzejní pracovníky po politické a odborné stránce, analyzovat a koordinovat sbírkotvornou činnost muzeí, kulturních a vzdělávacích institucí, dokumentovat činnost muzeí v dalších socialistických zemích, vést statistiku muzeí a informační databázi, fungovat jako poradenské centrum pro oblast vnitřního chodu muzeí a správy sbírek, prezentovat výsledky z oboru na pořádaných konferencích, seminářích. Podílel se na vzniku zákona č. 54/1959 Sb., o muzeích a galeriích, kde se poprvé objevilo vymezení termínů „Muzeum“, „Galerie“, „Sbírka“ a návrh sítě muzeí.
V období normalizace se Kabinet stal jedním z nástrojů ideologizace oboru. Dokument Zásady rozvoje českého muzejnictví a další legislativní opatření zcela přerušily tendence muzejních pracovníků v 60. letech oprostit se od politiky. Muzea se staly kulturními centry, které prostřednictvím svých prezentací, expozicí a výstav, tematicky zadávaných národními výbory, ideologicky působily na návštěvníky. V roce 1973 došlo ke změně názvu na Ústřední muzeologický kabinet.
V roce 1990 se transformoval do instituce Muzejní informační a studijní služby, která byla zrušena v roce 1994.

## Vědeckovýzkumná činnost
Kabinet byl od 60. let platformou rozvoje muzeologie jako vědy. Hlavní teoretické práce vznikaly na Oddělení výzkumném a dokumentačním (později Muzeologické oddělení), jehož vedením byl pověřen od roku 1964 Jiří Špét. Z jeho iniciativy se ediční produkce rozšířila o Bibliografii muzeologické literatury vydávanou za předešlý rok a tzv. Bibliographii museologicu: 150 let československé muzeologie 1818-1967, kompletní seznam vydaných titulů v oblasti muzejnictví v daném období. Významným počinem ediční činnosti Kabinetu  bylo od 1963 vydávání odborného muzeologického periodika Muzejní a vlastivědná práce, které vychází dodnes dvakrát ročně.